# ナチス・ドイツの人体実験
ナチス・ドイツの人体実験（ナチス・ドイツのじんたいじっけん）は、第二次世界大戦中、ナチス・ドイツにより強制収容所で行われた、一連の医学的な人体実験である。収容者は実験に参加することが強制され、自発的な参加はなく、実験に関するインフォームド・コンセント（事前説明）はされていなかった。通常、実験は麻酔無しで行われ、被験者は死亡するか、醜悪な外観が残るか、あるいはその後一生涯にわたる障害が残った。

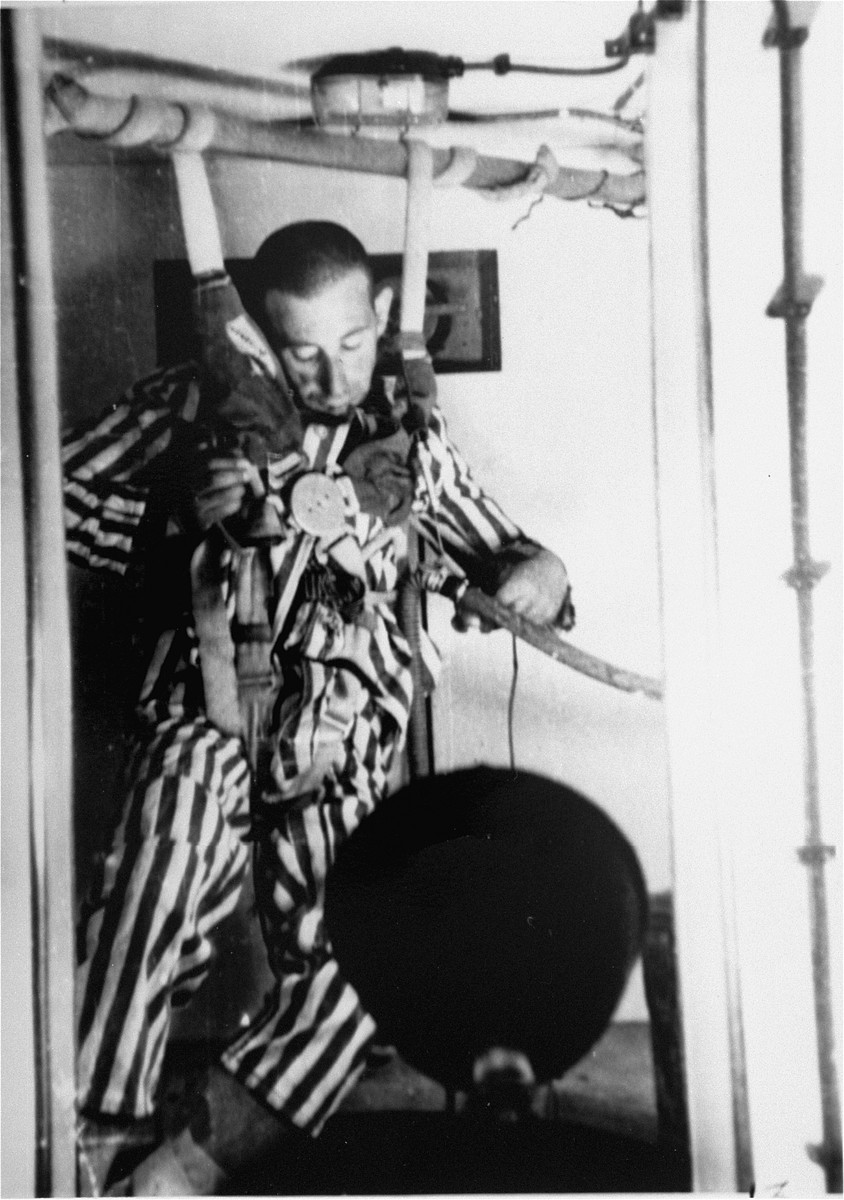
「高高度での人体の影響」を人間で実験するために強制的に実験に参加させられたユダヤ人の写真。ドイツ空軍はパイロットが航空機において上昇した際にどの高度まで生き残れるのか、という情報を欲していた。写真中のユダヤ人は最終的に高度15,000メートルをシミュレートした環境下に置かれた（1942年、ジクムント・ラッシャー指揮下にて、ダッハウ強制収容所）。

第二次世界大戦終結後、これらの非人道的な人体実験が明るみに出て、国際的な非難を浴びることになった。その結果としてナチス・ドイツに関与した医師に対する医者裁判が開かれ、これらの人体実験に関与した医師らが戦争犯罪者として裁かれた。その後、人間を被験者とする研究の倫理を規定するニュルンベルク綱領が定められた。

## 人体実験の一覧
ニュルンベルク継続裁判の起訴内容では海水実験、血液凝固実験、黄疸実験、食糧実験、蜂窩織炎実験、スルファニルアミド実験などがリスト化されていた。その他にも多数の人体実験が起訴されており、以下はその一部である。

### 双子への実験

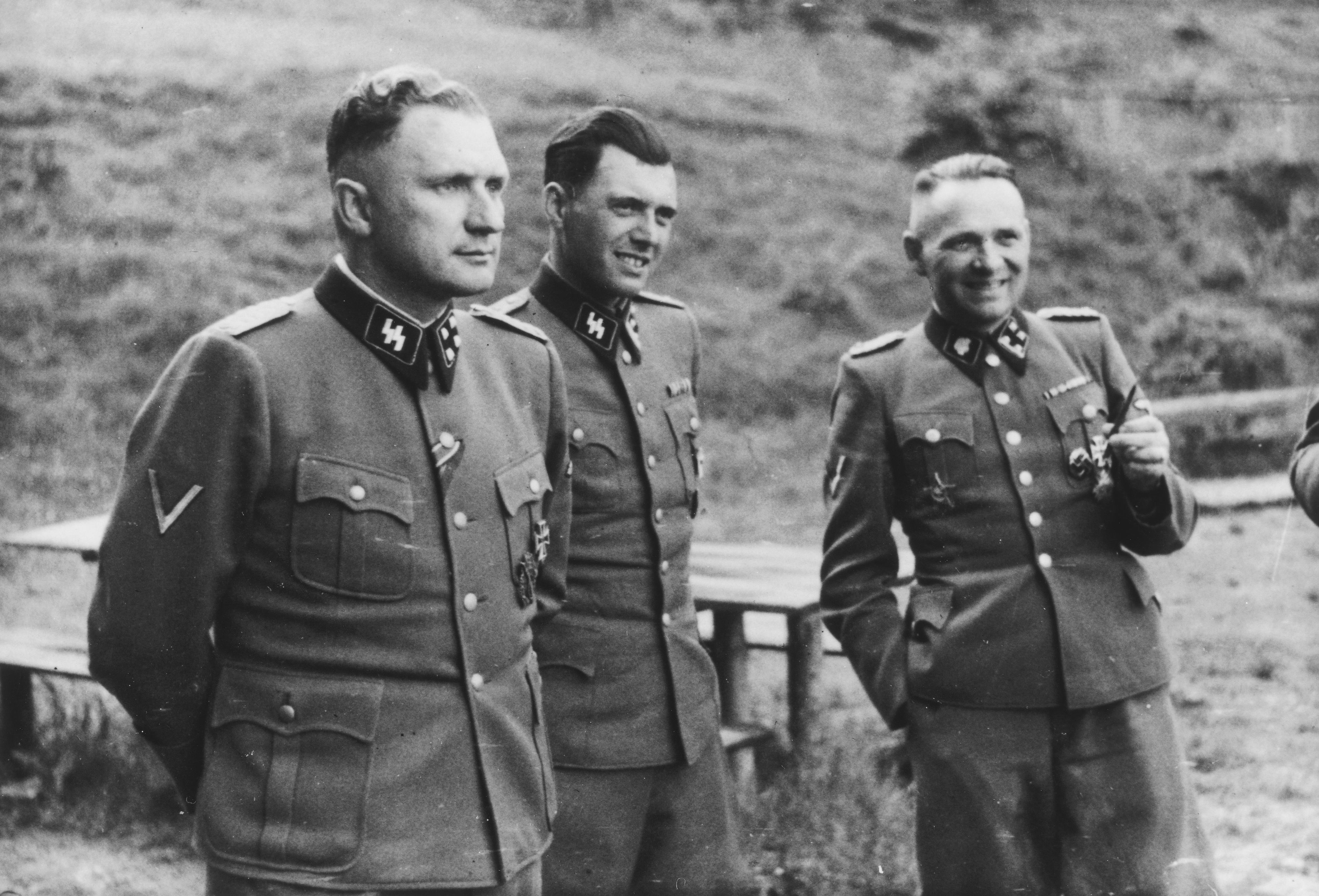
アウシュビッツ強制収容所にて談笑するヨーゼフ・メンゲレ（中央）

1943年から1944年にかけて、医師であるヨーゼフ・メンゲレを中心として、アウシュヴィッツ＝ビルケナウ強制収容所内に強制収容されていた被収容者、特に双子の子供に対して、非人道的な人体実験が繰り返し行われた。行われた実験の目的は、人体を人為的に操作できるかどうかを観察するのと同様に、双子の遺伝子の類似性と相違性を示すためであった。メンゲレは合計3000人の双子に対して人体実験を行ったが、わずか160人の被験者のみが生き残った。
メンゲレはミュンヘン大学で哲学や人類学や古生物学に重点を置いた医学を学んだ。その後、当時の右翼団体であった鉄兜団に入団し、ナチズムに傾倒していった。メンゲレは、「4種の人種グループを対象とした下顎部分の人種的形態学的研究 」というタイトルの論文により博士号 (PhD) を取得した。論文内では人種はあごの形によって識別が可能であると主張していた。
これは当時、ナチス・ドイツが主張していた「ユダヤ人は耳、鼻、くちびる、歩き方、あごの形などによって（我々優れたドイツ国民と）明確に区別できる」と合致した論文であった。そのため、この研究でナチスはメンゲレを評価し、1943年5月30日に占領下のポーランドに位置するアウシュヴィッツ強制収容所に異動となった。メンゲレはアウシュヴィッツ内において、特に優れた地位を持っていたわけではなかった（親衛隊の大尉であったエドゥアルト・ヴィルツが、アウシュヴィッツにおける医師の責任者であった）。しかしながらメンゲレは、双子に対する遺伝学的実験を監督した。双子は年齢と性別によって分けられ、実験の合間はバラックに収容されており、異なる薬品や染料を双子の目から注入して色の変化があるかどうかを確認したり、双子を文字通り背中から縫い合わせて結合双生児を作ることが試された。人工的に作られた結合双生児の殆どは数日以内に壊疽により死亡した。また、しばしば麻酔なしの人体解剖を行い、心臓や腎臓などの摘出実験を行っていた。

### 骨、筋肉、神経の移植実験
1942年9月から1943年12月頃にかけて、主に医師のカール・ゲプハルト主導下において、ラーフェンスブリュック強制収容所内で、骨、筋肉、神経の再生に関する研究と、他人への骨の移植実験が行われた。実験内容としては、被験者は麻酔無しで骨、筋肉、神経などを切り刻まれ、時には細菌などを注入された。被験者の多くはポーランド人の若い女性であった。これらの実験の結果、多くの被験者は激しい痛みや切断により一生涯にわたる身体的不自由に苦しむこととなった。

### 超高度実験

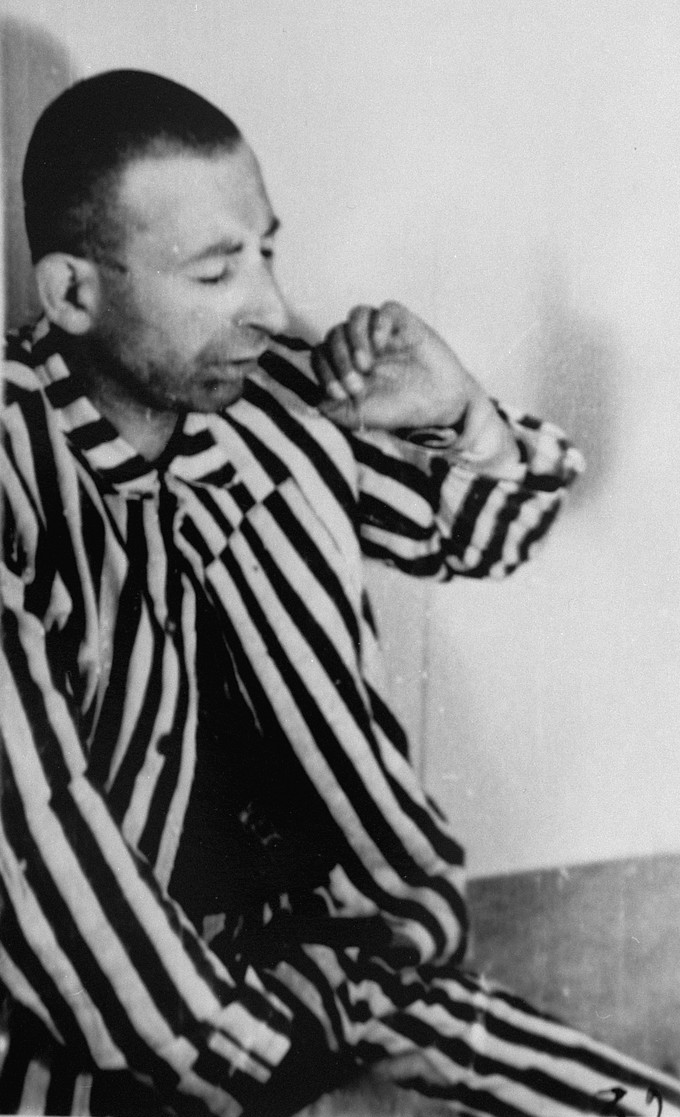
高度実験に強制的に参加させられる収容者

1942年からダッハウ強制収容所の収容者を対象にして、医師であるジクムント・ラッシャー主導下において超高度実験が行われた。実験には圧力容器が使用され、被験者は最大21,000mと同じ高度の条件下に置かれた。この実験では200人が強制的に参加させられ、120人が死亡した。また、生き残りは生体解剖された。
1942年4月5日、超高度実験を監督した医師のジクムント・ラッシャーは、ハイリンヒ・ヒムラーに宛て、実験の詳細な様子を記述・報告している。手紙の内容では、37歳の健康なユダヤ人男性を酸素なしで12kmの高度をシミュレートした環境に置いたところ、5分後に痙攣し、6分後には口から泡を吐き意識を失い、30分前後で呼吸動作が停止し、1時間後には生体解剖を実施し脳を取り出したと記載している。

### 低温実験
1941年、ドイツ空軍は、低体温症の予防と治療の手段を発見する目的で、低温実験を行った。この実験では、被験者を氷を入れた低温の水に浸からせ、どの程度の温度・時間で死亡するのかということを調査した。1つの実験で、被験者はタンク1杯分の氷水内に監禁され、最大5時間耐えることを強いられた。例え一回の実験で生き残ったとしても、死亡するまで複数回実験が続けられることもあった。そのため、被験者の大多数は凍死した。

### 断種実験
1933年に可決された断種法では、優生思想に基づき、「アーリア人にふさわしくない人間」を強制的に断種・不妊化することが合法化された。その結果として、約40万人に強制不妊手術が施された。ナチス・ドイツはより多数の「非アーリア人」を断種するために、断種の低コストかつ効率的な手法を強制収容所の収容者を対象とした人体実験によって調査することにした。これらの実験では、X線照射、外科的手術、様々な薬品の注射などによって実行された。放射線照射断種実験では、30分以上の子宮への放射線照射が行われ、女性被験者は生涯に渡る不妊と放射線障害に苦しむこととなった。
産婦人科医であったカール・クラウベルクは、より「低コストで迅速に」人間を断種する方法についての研究の第一人者だった。クラウベルグは主に20代から40代の女性に興味を示し、実験対象とすることにした。実験は、子宮頸部にさまざまな薬品、主に硝酸銀やヨウ素を注射することによって行われた。これらの薬物注射によって女性被験者は激しい膣出血、腹痛などに生涯苦しめられることとなった。クラウベルグはこれらの実験結果に満足し「私が発明した画期的な断種法は完璧に完成されている……（中略）……十分な施設があれば1日に100人、いや1000人の女を断種できるであろう」と記している。クラウベルグの実験の選択基準を満たさない女性は即座にガス室に送られ、殺害された。

### 感染症実験
ナチス・ドイツは感染症について研究するため、各地の強制収容所の収容者に対して意図的に感染源を注射し、感染症を発症させた。研究対象となった感染症はマラリア、チフス、結核、腸チフス、黄熱病、感染性肝炎などであった。
1942年2月から1945年の4月の間、マラリアに関する研究において、ダッハウ強制収容所の収容者を対象にマラリア実験が行われた。この実験はクラウス・シリング博士の指揮下で行われ、健康な収容者に対して意図的に蚊によって直接、あるいはメスの蚊の粘液腺からの抽出物を注射し、マラリアに感染させた。マラリア感染後、被験者には薬剤の相対的な効力をテストするため、様々な薬物が投与された。1,200人以上がこれらの実験に動員され、その半数以上が死亡した。生き残った被験者も一生涯にわたる障害が残った。

### 毒ガス実験
1939年9月から1945年4月の間、ザクセンハウゼン強制収容所やナッツヴァイラー強制収容所などで、毒ガスなどの化学兵器による数多くの実験が行われた。被験者は、酷い化学火傷を引き起こす物質であるマスタードガスや皮膚に激しい損傷を加えるルイサイトなどのびらん剤に意図的に暴露された後、それらの効果的な治療法を見出すために、実験が施された。
また、焼夷弾から取り出された白リンを被験者の皮膚に塗布する実験なども行われた。

### スルフォンアミド（サルファ剤）の実験

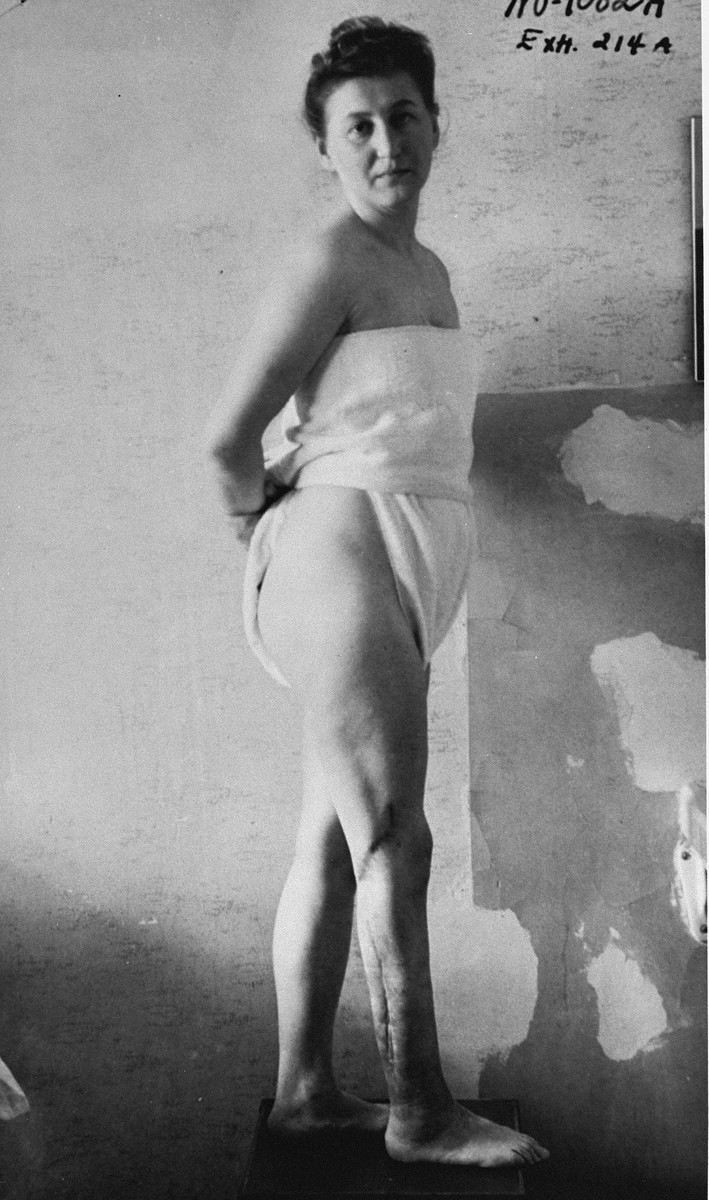
スルフォンアミドの実験の生き残りであるヤドウィガ・ジド。足に傷跡と障害が残った。

1942年7月頃から1943年9月頃にかけて、抗菌剤であるスルフォンアミドの有効性を調査するための実験がラーフェンスブリュック強制収容所にて行われた。被験者は、意図的に負わされた傷口に連鎖球菌やウェルシュ菌 (ガス壊疽の原因物質)や破傷風の原因菌である破傷風菌などのバクテリアを感染させられた。戦場における負傷時と似通った条件を作り出すために、傷の両端の血管を縛り、血流を阻害させられ、木の破片やガラスなどを傷口の中に入れることを強いられた。その後、有効性を調査するためにスルフォンアミドや他の薬品を投与された。

### 海水実験
1944年7月頃から1944年9月頃にかけて、海水を飲む方法を調査するために、ダッハウ強制収容所にて人体実験が行われた。被験者は全ての食事を奪われ、海水だけを飲むことを強制された。一例としては、約90人のロマのグループが、ハンス・エッピンガー博士によって、食べ物を奪われて海水だけを飲まされた結果、多数の死傷者が出た。被験者はひどい脱水症状になり、飲み水を得ようと、新しくモップがけされた床を舐めるところが目撃された。

### 毒物実験
1943年12月から1944年10月頃まで、さまざまな毒物の効果を調査するためにブッヘンヴァルト強制収容所で人体実験が行われた。実験は被験者には知らされず、食事に毒を入れられた。実験結果は毒の内容によって異なったが、毒で死亡する被験者もいれば、生き残る被験者もいた。しかしながら、生き残った被験者の大半は解剖のために殺害された。

## 影響

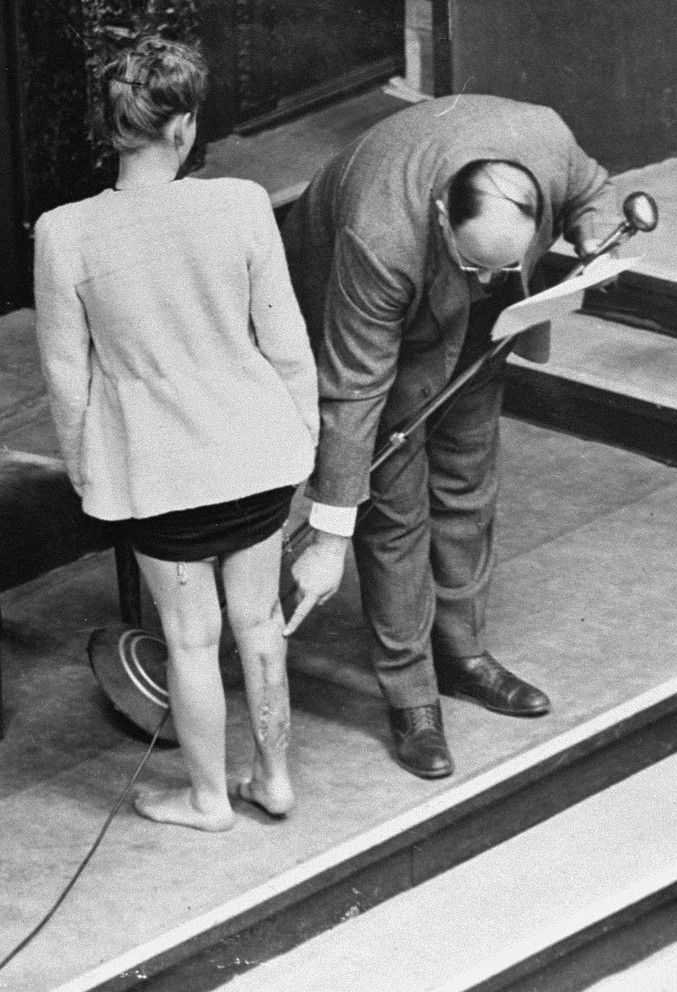
実験の被害者であるヤドウィガ・ジドが自らの傷跡にて証言する写真（医者裁判）。

ハイリンヒ・ヒムラーは「これらの実験……あるいは研究は、強制収容所に収容されている非社会的で生きるに値しない人間を、効率的に使用することができる」と述べている。実験において、被験者の多くは死亡し、しばしば生き残ったとしても検死を行うために殺害されることが多かった。数少ない生き残りは、恒久的な身体障害や精神障害を負うことになった。

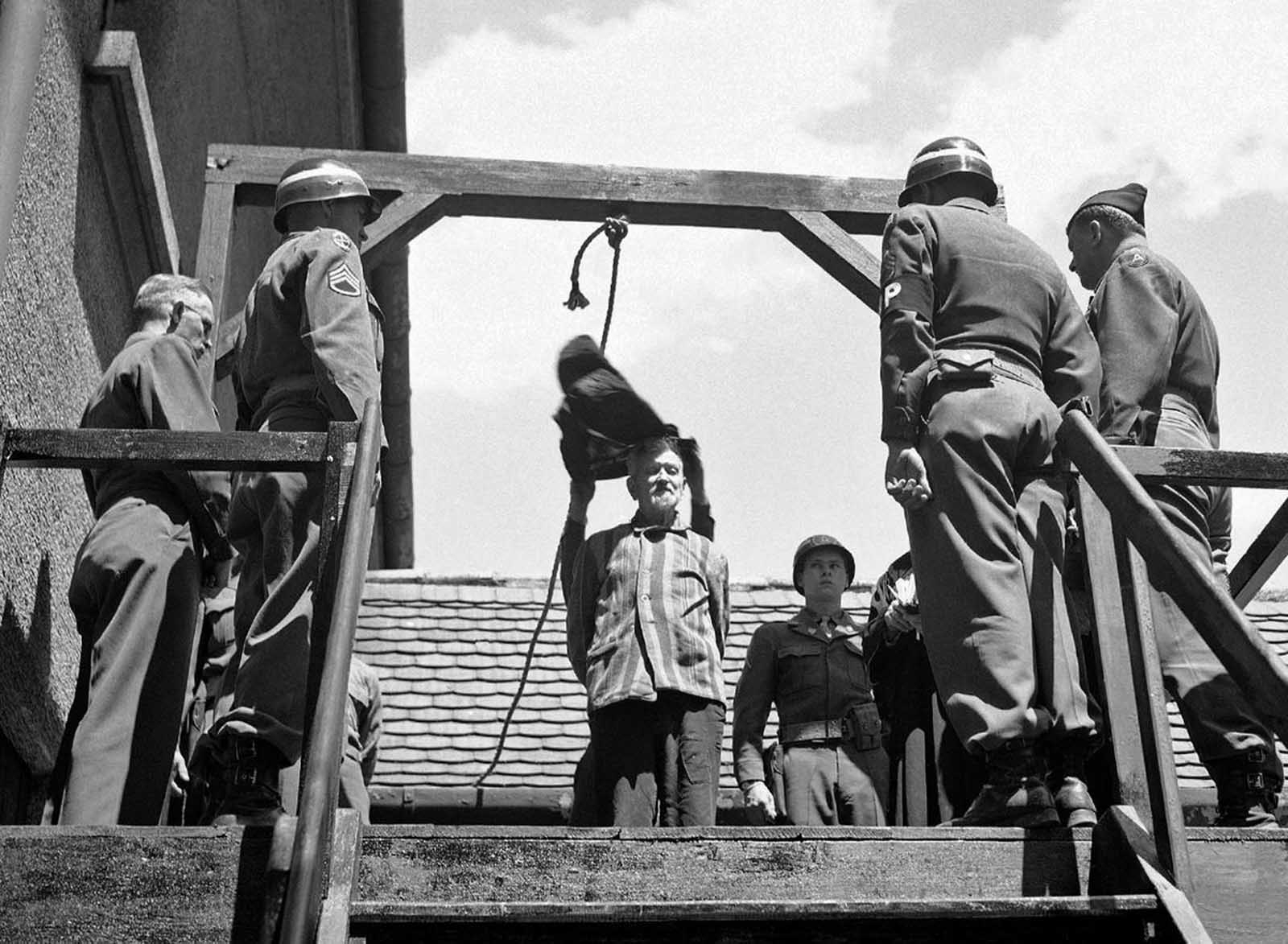
マラリアによる人体実験を実施し300人以上を殺害したとしてダッハウ主要裁判にて死刑判決を受け、絞首刑に処される医師クラウス・シリング（1946年5月28日）。

1947年8月19日、これらの実験に関与した医師は連合軍に逮捕され、医者裁判が開かれた。裁判にて、数人の医師は「人体実験を規制する国際法は存在しなかった」と主張し、また「ユダヤ人はヨーロッパの虫垂炎であり、これらの実験に世界は好意的だった」と述べる医師もいた。
これらの教訓を踏まえて「許容されうる医学実験」を明確化するため、 ニュルンベルク綱領が生まれた。この綱領では、被験者の自発的同意の必要性、不必要な苦痛の回避、死や障害が前提の実験であってはならないことなどが定められている。

## 関連記事
- 非倫理的な人体実験
- 731部隊
- 九州大学生体解剖事件
- 海軍生体解剖事件
- 北朝鮮の人体実験
- アメリカ合衆国における人体実験
- グアテマラ人体実験